# Syndesmofyt
Een syndesmofyt is een benige vergroeiing (extose) vanuit het binnenste van een ligament (kapselband), meestal gezien in de ligamenten van de wervelkolom, meer specifiek van de ligamenten van de intervertebrale (tussenwervel) gewrichten. Hierdoor ontstaat fusie (vergroeiing) van de vertebrae (wervels), de zogenaamde wervelbrug. Syndesmofyten zijn pathologisch gelijk aan osteofyten en kenmerkend voor de aandoening spondylosis ankylopoetica. Syndesmofyten ziet men veel bij patiënten die een rugoperatie ondergingen of bij mensen met een andere chronische stress op de ligamenten van de wervelkolom.